# Krka - poročilo o zdravju reke
Krka - poročilo o zdravju reke (tudi Krka - poročilo o reki) je slovenski kratki dokumentarni film iz leta 1993 režiserja Filipa Robarja Dorina, ki je z Alešo Valič napisal scenarij.
Film predstavi reko Krko od izvira do izliva v Savo, skozi štiri občine, z zgodovinskega, gospodarskega, naravovarstvenega in biološkega vidika. Povezovalec njene dele opredeli v kakovostne razrede.
Idejo za film je leta 1991 dala projektna skupina za varstvo okolja pri Sekreteriatu za varstvo okolja in urejanje prostora, ko je bil izdelan Program osveščanja na področju varstva okolja v občini Novo mesto. Film sta finančno podprli tudi občini Grosuplje in Krško. Med sodelujočimi sta bila Republiški sekretariat za varstvo narave in urejanje prostora ter novomeški Zavod za higieno in medicino dela.
Producent je bil Filmal Pro, koproducent pa RTV Slovenija. Strokovni sodelavec je bil Jorg Hodalič.